# Colonia Dignidad
Colonia Dignidad, numera känd som Villa Baviera (Bayernbyn), är en isolerad bosättning i Chile i närheten av orten Parral. Bosättningen grundades av en grupp tyska emigranter ledda av Paul Schäfer 1961 och hade karaktären av en sekt. År 2017 begravdes Kurt Schnellenkamp på Villa Bavieras kyrkogård. Han var en av Adolf Hitlers livvakter under andra världskriget och flydde därefter till Chile. Colonia Dignidad består av ett 15 000 hektar stort område omgärdat av en för dåtiden sofistikerad inhägnad med vakttorn, larmsystem och taggtråd.
Colonia Dignidad är ofta förknippad med att ett stort antal, ökända som okända högt uppsatta nazister flydde dit efter andra världskriget, och skapade sig ett fullt "bavariskt" (heltyskt) samhälle där. Språket som talas där är enbart tyska och ytterst lite spanska, vilket är Chiles officiella språk.

## Band till nazismen
Både CIA och Simon Wiesenthal ansåg att det fanns bevis för att Josef Mengele, koncentrationslägerläkaren i Auschwitz, befann sig i Colonia Dignidad. Mengele var känd som "Dödsängeln" för sina grymma experiment med människor. Adolf Hitlers livvakt, Kurt Schnellenkampf, begravdes här år 2017.

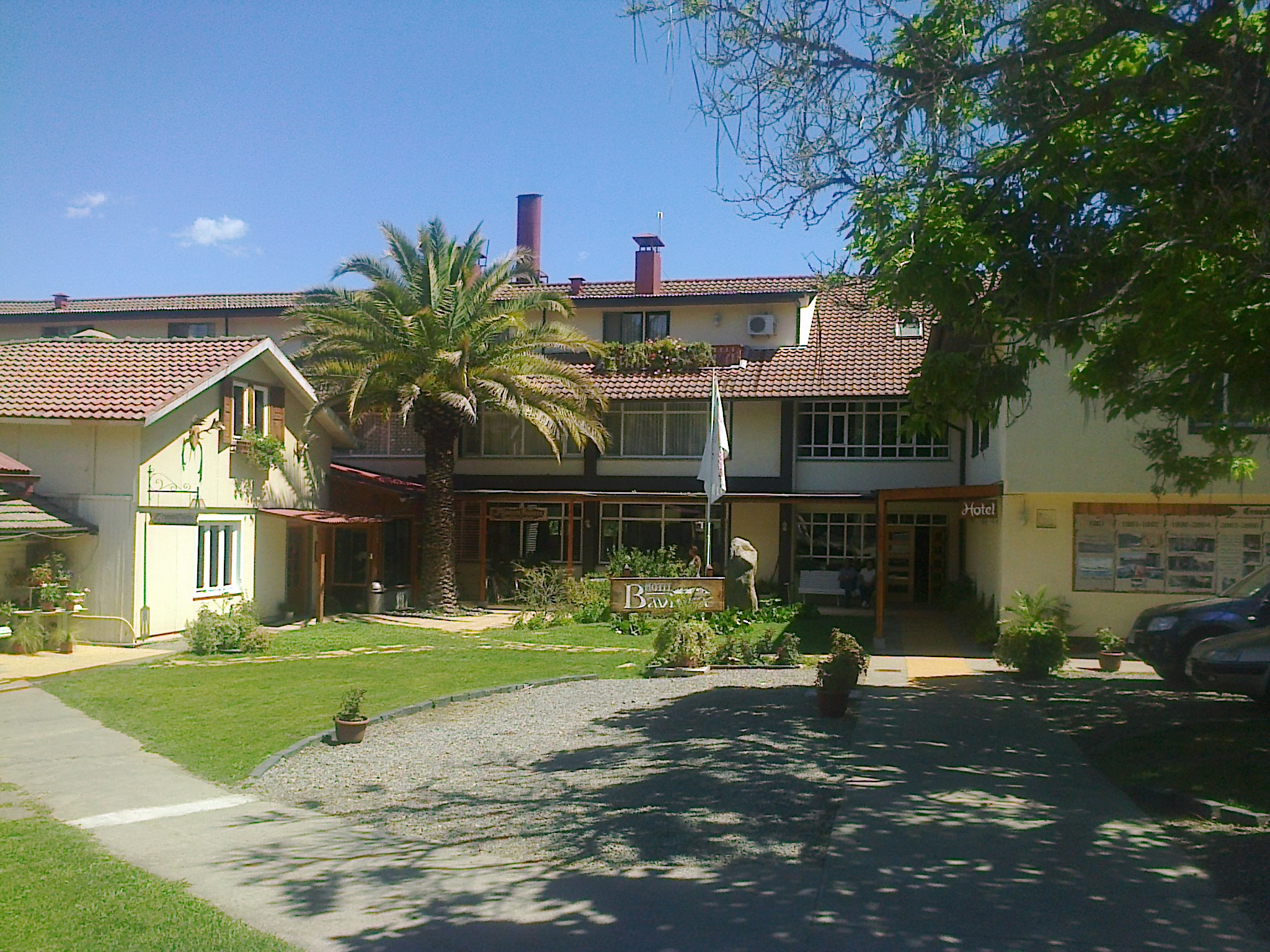
Colonia Dignidad.

## Pinochet-eran
När general Augusto Pinochet tog makten i Chile i en militärkupp började Schäfer och DINA, Pinochets nyinstiftade hemliga polis, att samarbeta. Samarbetet bestod i tortyr och avrättningar av politiskt oliktänkande personer och utveckling av kemiska vapen. Hur många som avrättades är osäkert eftersom man inte har påträffat några kroppar, utan bara har vittnesmål från före detta Colonia- och DINA-medlemmar. Detsamma gäller antalet tortyroffer, eftersom de fördes dit utan möjlighet att veta vart de åkte. Om tortyren hände där eller någon annanstans är ofta svårt att veta.